# Дейзі Джонсон
Дейзі Джонсон, також відома як «Трясунка» — вигадана персонажка, супергероїня з коміксів американського видавництва «Marvel Comics». Створена письменником Бендісом і художником Габріель Дель'Отто, персонажка вперше з'явилася в таємній війні (липень 2004 року). Дочка суперлиходія Містера Гайда (англ. Mister Hyde, справжнє ім'я Келвін Забо (англ. Calvin Zabo)). Агентка, а пізніше Директорка організації Щ.И.Т. 
Дейзі Джонсон з'явилася як головна героїня в серіалі «Агенти Щ.И.Т.» — першого телевізійного серіалу в Кіновсесвіті Marvel. Її зіграла актриса Хлоя Беннет. Вона була переосмислена як нелюдина, спочатку відома як Скай. Аспекти цієї інтерпретації згодом були інтегровані в комікси.

## Історія публікації
Як і всі члени міжнародного шпигунського агентства Щ.И.Т., вона була створена письменником Бендісом і художником Габріель Дель'Отто і вперше з'явилась в Секретній Війні № 2 (Липень 2004 року). Під час Таємної вторгнення, вона приєднується до Секретних Воїнів Ніка Ф'юрі під кодовою назвою Землетрус (англ. Quake).
ЇЇ образ був змодельований з актриси Анджеліни Джолі з фільму «Хакери».
Дейзі з'явилась як другорядний герой в серії Avengers 2010—2013 років, з випуску № 19 (січень 2012 р.) до останнього випуску № 34 (січень 2013 р.).
Компанія Marvel Comics показала на San Diego Comic-Con 2014 новий комікс Щ.И.Т., що включає персонажів та елементи Агентів Щ.И.Т. написаний Марком Вейдом. Дейзі Джонсон приєднується у випуску №7, він зазначив, що Джонсон перший нелюд. Комікс був перезапущений у 2016 році як Агенти Щ.И.Т., його написав Марк Гуггенхайм, перший випуск вийшов 13 січня 2016 року і включає основних учасників шоу, включаючи їх подобу. У 2017 році вона очолила нову команду «Нелюдей» у новому томі «Таємні воїни», до складу якої входять Дейзі, Камала Хан, Луна Лафаєт та Диявол Диявола, Інферно та Карнак. Його написав Метью Розенберг, а намалював Хав’єр Ґаррон.

## Вигадана біографія
Дейзі Джонсон, надлюдина з сейсмічними здібностями (створення землетрусу), є незаконною дочкою Келвіна Забо, суперлиходія, відомого як Містер Гайд. Вона була прийнята в організацію Щ.И.Т. і перебувала під наглядом директора Ніка Ф'юрі, навіть після відходу його з організації під час подій Секретної війни. Дейзі була безпосереднім учасником цих подій і за допомогою своїх сил знищила замок Дума в Латверії, як тоді здавалося, убивши Лючію фон Бардас. Це пізніше привело до спроби Лючії фон Бардас, яка насправді вижила, влаштувати терористичний акт в Нью-Йорку, але цього разу Дейзі не помиляється і вбиває її.
Джонсон допомогла перемогти Магнето, викликавши вібрацію в його мозку, що змусило його знепритомніти. Це було під час трьох шляхів конфронтації з Людьми ікс, Месниками й «Колективом», що є об'єднанням мутантів, які втратили сили після подій Дня М.
Після того, як Месники розкололися через події Громадянської війни, вона була помічена в союзі з Ніком Ф'юрі, який дає їй завдання завербувати нащадків різних героїв і лиходіїв, щоб допомогти йому боротися проти інопланетної раси Скруллів під час їх Секретного вторгнення. Взявши ім'я Землетрус, вона і її товариші по команді нападають на Скруллів під час їх вторгнення на Манхеттен. Команда стає частиною Секретних воїнів Ф'юрі з Дейзі в ролі лідера.
Після втечі Нормана Озборна з в'язниці Рафт, Джонсон увійшла до складу Месників як Землетрус, куди її запросив Капітан Америка. Пізніше Дейзі вступає на посаду директора Щ.И.Т., коли Нік Ф'юрі повністю звільняється, і його син стає агентом. Марія Хілл є виконуючим обов'язки директора, в той час, як Джонсон вважалася головою організації, але була відсторонена після операції по вбивству Вищого вченого А. І. М. Ендрю Форсона. Місце директора Щ.И.Т. знову займає Марія Гілл.
Пізніше Дейзі показує батькові, що розкрила походження своїх здібностей: вона Нелюд, чиї генетичні здібності були активовані нестабільним ДНК батька.
Під час заходу "Залізна людина 2020" Трясунка з'являється як учасник "Force Works". Їхня місія доставляє їх на острів Лінгарес, де вони мають справу з деякими Смертельними Локами та Ультимо.

## Сили й здібності
Дейзі генерує потужні вібраційні хвилі, які можуть виробляти ефекти, подібні землетрусу. Вона захищена від будь-яких шкідливих наслідків, коливань. Вона також має форму психічного захисту.
Дейзі є чудовим рукопашним бійцем і добрим стрільцем. Вона була підготовленим шпигуном, фахівцем таємних завдань, а також чудовим хакером.
Її навчання у Ф'юрі дозволяє їй вибирати з високою точністю ціль для своїх сейсмічних хвиль. Це було показано, коли вона змогла запобігти детонації антиматеріальної бомби, імплантованої в тіло Лючії фон Варди, знищивши її харчування, і підірвати серце Росомахи, щоб зупинити його розлючений напад на Ніка Ф'юрі.

## Альтернативні версії

### Ера Альтрона
Під час основних подій сюжетної лінії Ери Альтрон, які відбувалися в альтернативної реальності, Дейзі Джонсон знаходиться серед супергероїв, що борються проти Альтрона.

### Ultimate
"Трясунка" з'явилася разом з Тигром, Чудо-людиною і Віженом в серії коміксів Ultimate. Пізніше було показано, що до того, як стати Землетрусом, Дейзі Джонсон була кадетом Щ.И.Т., але була звільнена після опору начальнику, який намагався її зґвалтувати. Тоді з нею зблизився Нік Ф'юрі, який запропонував їй суперсилу в обмін на приєднання до його Ultimates. Проект було закрито і пізніше повторно створено корумпованим губернатором Каліфорнії Фордом, який направив їх проти основної команди Ultimates. Землетрус вирішила здатися для більшої користі і розповісти президенту Стіву Роджерсу про плани Форда, яким вдалося покласти край за допомогою іншої частини Ultimates.

## Поява поза коміксами

### Телебачення
- Трясунка, озвучена Лейсі Шебер, з'являється в серіях «Who Do You Trust?» І «Avengers Assemble» мультсеріалу "Месники. Найбільші герої Землі ". Вона підкоряється Ніку Ф'юрі, входить в його таємну команду під час вторгнення Скруллів, а в фіналі мультсеріалу бореться з герольдом Галактуса Терраксом.

- У телесеріалі «Агенти Щ.И.Т.» з'являється хакер, що називає себе Скай, зіграна Хлоєю Беннет. Скай росла в тому ж притулку, в якому ріс інший супергерой Шибайголова. На початку серіалу вона вербується Філом Колсоном і входить в його команду агентів Щ.И.Т.. Добре здружилася з Лео Фітц і Джеммою Сіммонс. У Скай з її Н. О. (Наглядаючим Офіцером) Грантом Вордом виникає взаємна приязнь, яка обривається, коли з'ясовується, що він з «Гідри», Грант же ще довго любив її, чим Щ.И.Т. успішно користувався. Пізніше Н. О. Скай стає Мелінда Мей. У 10 серії другого сезону її батько називає її справжнім ім'ям — Дейзі. В кінці цієї ж серії вона отримує здатність відчувати резонансні коливання предметів і керувати ними, незалежно від типу або розміру, хай то повітря або гора. Продюсер Моріссей Танчароен підтвердила, що персонаж є адаптацією Дейзі Джонсон, а також представницею нелюдей. За допомогою своєї матері й Лінкольна Кемпбелла Дейзі навчилася контролювати свої здібності. Перейшла на бік Щ.И.Т. у війні з нелюдами після того, як мати підставила організацію і налаштувала нелюдей проти Щ.И.Т.а. Колсон і Дейзі починають збір Секретних воїнів, вербують Лінкольна, Джоуї Гутьєрреса, Олену Родрігез. Напарником Дейзі стає Мак, який іменує напарницю то на ім'я, то прізвиськом «Трясунка». Команда стикається з Лешем, який виявляється Ендрю Гарнер, колишній чоловік Мей, і О. Б.Н.У, якою управляє «Гідра». У Дейзі починаються стосунки з Лінкольном. Наприкінці третього сезону вона приймає прізвисько "Трясунка". Виконавчий продюсер Джед Уедон, роблячи Дейзі нелюдимою для Кіновсесвіту Marvel, сказав: "Ми створили для неї інше походження ... Ми об'єднали ці дві ідеї разом ще й тому, що там є такі шалені шанувальники, що якщо ми будемо дотримуватися оригінальні сюжетні сюжети з коміксів, вони запахуватимуть сюжетні сюжети з милі. Ці два фактори призвели до того, що ми придумали інше уявлення про те, як вона отримала свої сили".[11] Беннет повторила свою роль у шестисерійному вебсеріалі під назвою "Агенти Щ.И.Т.: Йо-Йо".[12]

### Фільм
- Трясунка з'являється в анімаційному художньому фільмі 2018 року "Marvel Rising: Secret Warriors", а Беннет її озвучує.[13]

### Відео ігри
- Трясунка — об'єднаний персонаж у "Marvel Heroes"; і приходять з костюмами агентів Щ.И.Т.

- Трясунка була ігровим персонажем в Інтернет-грі "Marvel: Альянс Месників" у Facebook.

- Трясунка — граючий персонаж у "Marvel: Future Fight"; її агенти Щ.И.Т. зовнішній вигляд включений як альтернативний костюм.

- Трясунка — граючий персонаж у "Marvel Puzzle Quest".

- Дейзі Джонсон — ігровий персонаж у "Lego Marvel's Avengers" через агентів Щ.И.Т. Вона також доступна у продовженні "Lego Marvel Super Heroes 2".

- Трясунка — ігровий персонаж у "Marvel: Contest of Champions".

- Трясунка — граючий персонаж у "Marvel Strike Force".

### Вебсеріал
- Трясунка з'являється у "Marvel Rising: Initiation (зв'язок з таємними воїнами)", озвучена Хлоєю Беннет.[14]
- Трясунка з'являється у "Marvel Rising: Ultimate Comics", озвучена Хлоєю Беннет.[15]